# Bulbophyllum pallidiflorum
Bulbophyllum pallidiflorum là một loài phong lan thuộc chi Bulbophyllum.